# فینال جام یوفا ۲۰۰۵

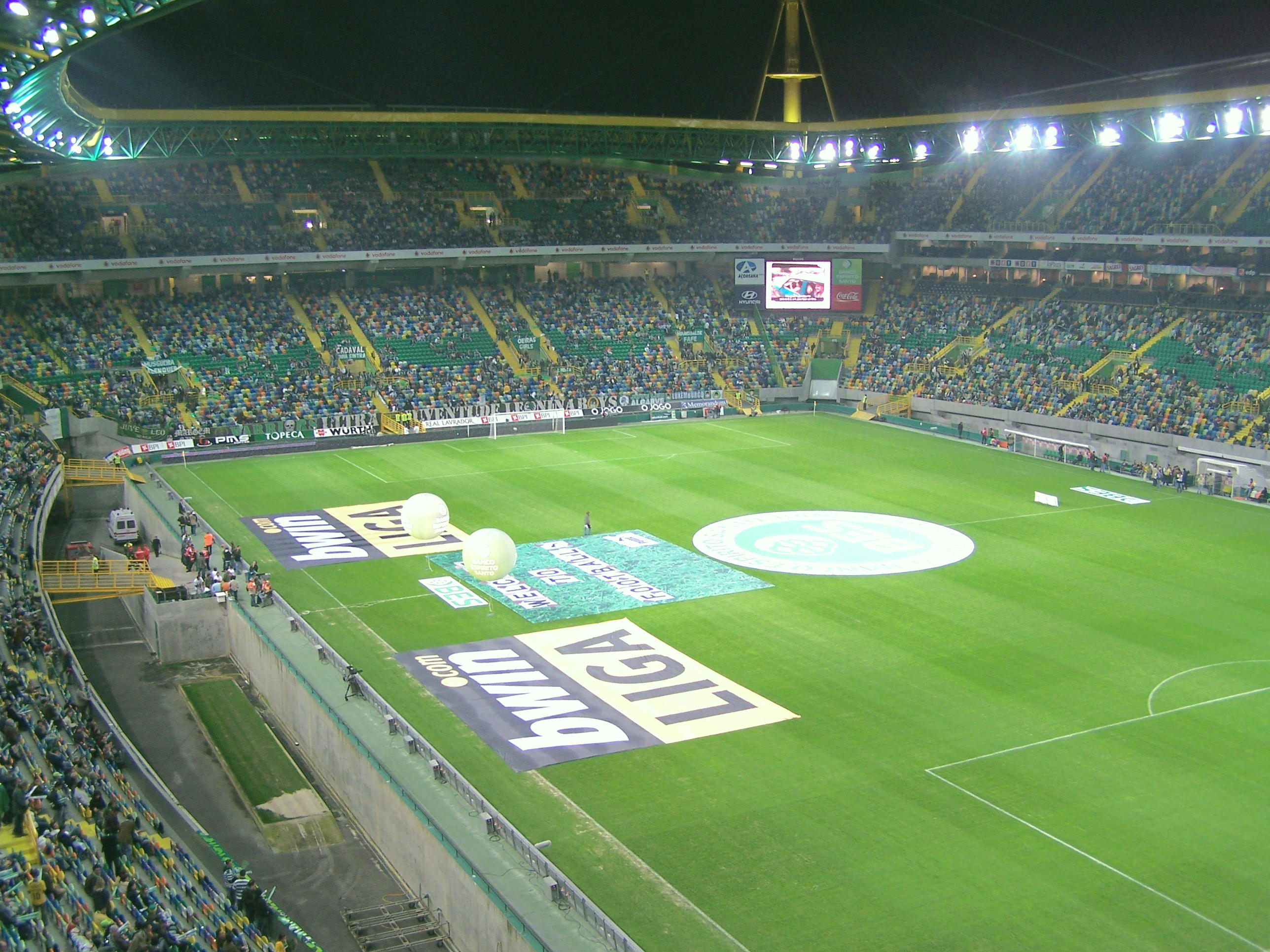
ورزشگاه خوزه آلاواده محل برگزاری فینال

فینال جام یوفا ۲۰۰۵، رقابت پایانی جام یوفا در سال ۲۰۰۵ میلادی است که مابین دو تیم باشگاه فوتبال زسکا مسکو و باشگاه اسپورتینگ پرتغال برگزار شده‌است.
این مسابقه که در تاریخ ۱۸ مه ۲۰۰۵ انجام شده‌است با نتیجه ۳ بر ۱ به سود تیم باشگاه فوتبال زسکا مسکو به پایان رسید.